# 4046 Swain
A 4046 Swain (ideiglenes jelöléssel 1953 TV) a Naprendszer kisbolygóövében található aszteroida. Az Indiana Egyetem fedezte fel 1953. október 7-én.